# マオー

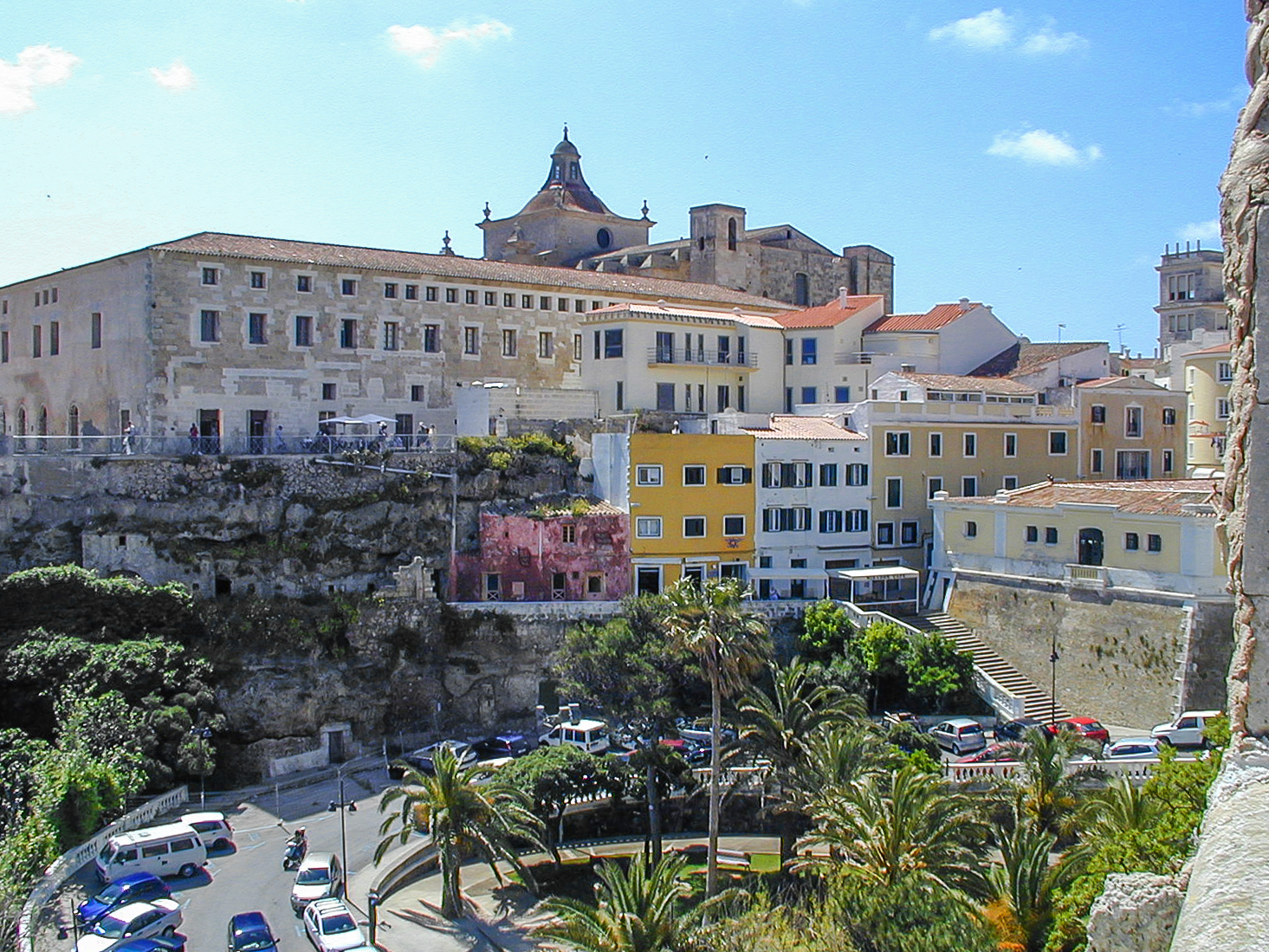
マオー＝マオンの歴史地区

マオー＝マオン（Maó-Mahón）は、スペイン・バレアレス諸島州のムニシピオ（基礎自治体）。バレアレス諸島のメノルカ島東部に位置する。2014年に自治体の正式名称がカタルーニャ語名マオー（Maó）とカスティーリャ語名マオン（Mahón）をハイフンでつないだものに変更された。マオー港は長さ5km、幅900m、天然港としては世界第二の深さを持つ。

## 歴史
マオー＝マオンの名は、ハンニバルの弟であるカルタゴの将軍マゴ・バルカにちなむ。彼は紀元前205年頃、この地を隠れ家にしていたと考えられている。その後ローマ帝国支配下に入り、町はポルトゥス・マゴニス（Portus Magonis）と改名された。ローマ帝国衰退後、ヴァンダル族、東ローマ帝国が支配した。しばしばノルマン人とイスラム勢の攻撃を受け、最終的に903年に後ウマイヤ朝に占領・併合された。
1287年、アラゴン王アルフォンソ3世の手に落ち、アラゴン王国の配下にあったマヨルカ王国に編入された。
その後もバルバリア海賊の攻撃を受けた。1535年のチュニス征服後、バルバロス・ハイレッディンによってマオー略奪が行なわれた。マオー港は西地中海有数の要所であり、スペイン王フェリペ2世はマオー港南部にサン・フェリペ要塞を建設させ、西地中海の制海権を確保した。
スペイン継承戦争の最中の1708年、メノルカ島はイギリスに占領され（ミノルカ島の占領）、1713年のユトレヒト条約でイギリス領有が確定された。18世紀のイギリス支配時代、マオー＝マオンはメノルカ島の首府であり、知事の住居が置かれた。1802年にメノルカはスペインへ返還され、現在、メノルカ島議会（Consell Insular de Menorca）がマオー＝マオンに置かれている。
20世紀後半、歴史地区の一新が観光収入を財源として行われた。イギリスの作家パトリック・オブライアンの『オーブリー&マチュリンシリーズ』の舞台としてマオー＝マオンが登場する。

## つづりに関する論争
都市名のつづりに関する英語のスペリングについて一部討論がなされている。外国語のアクセントを無視する英語の全般的な傾向のため、多くの英語の辞書ではスペイン語のマオンに適応するMahonを採用している。一方で多くのその他の出版物では、カタルーニャ語のマオーの使用が正しいと断言している。これに関連し、正しい公式の地名の議論が行われた。マオーはカタルーニャ語正字法によって適切な表記であり、マオー住民、州政府によって承認されている。しかし、一部の保守主義者からはマオンの表記が好まれている。一部の人々は、さらに古いカタルーニャ語表記Mahóも好む。カタルーニャ語はそれ自体が、バレアレス諸島の島々がそれぞれ独自の方言を持つように、地方の方言に従っている。

## 交通
マオー＝マオンのダウンタウンの東4kmの地に、軍事・民間空港であるメノルカ空港がある。マドリード、バルセロナなど、本土主要都市との間に定期便が運航されている。

## マヨネーズ
諸説あるマヨネーズの発祥地の中で最有力候補とされている。1756年、フランスのリシュリュー公爵（有名なリシュリュー枢機卿とは血縁関係にあるが別人）がイギリス領だったメノルカ島に攻め込んだ時、ふと立ち寄った港町マオン(マオー)の料理屋で肉料理に添えられたあるソースを大変気に入り、パリに持ち帰った。そのソースはフランスで「マオンのソース」として人気になり、それが「Mahonnaise（マオンネーズ）」と呼ばれ、さらに「Mayonnaise（マヨネーズ）」になったと言う。